# Bojidar Sarăboyoukov
Bojidar Sarăboyoukov (en bulgare : Божидар Саръбоюков), né le 6 août 2004 à Harmanli, est un athlète bulgare, spécialiste du saut en longueur, du triple saut et du saut en hauteur.

## Carrière
Il a participé au saut en hauteur aux Championnats du monde d'athlétisme U20 en 2022 à Cali, où il a remporté l'argent à égalité avec le sud-africain Brian Raats avec un saut de 2,10 mètres,.
Il a remporté la médaille d'argent au saut en longueur aux Championnats d'Europe d'athlétisme U20 en 2023 à Jérusalem. Il a également remporté l'argent au triple saut lors de cet événement,,. Il a participé au saut en longueur aux Championnats du monde d'athlétisme de 2023 à Budapest, sautant 7,73 mètres.
En 2024, il a participé aux Championnats du monde d'athlétisme en salle, se classant onzième au saut en longueur, à Glasgow, en Écosse. Il a terminé sixième aux Championnats d'Europe d'athlétisme 2024 à Rome au saut en longueur, avec un saut de 8,08 mètres. Il a participé au saut en longueur aux Jeux olympiques de Paris en 2024. 
Il a remporté les titres nationaux bulgares en salle au saut en longueur (8,00 m) et au triple saut (16,53 m) en février 2025. Ce mois-là, il remporte également le saut en longueur aux Championnats d'athlétisme en salle des Balkans 2025 à Belgrade.
Aux Championnats d'Europe d'athlétisme en salle 2025, il remporte l'or en saut en longueur avec un saut de 8,13 m, dépassant d'un centimètre l'italien Mattia Furlani et l'espagnol Lester Lescay,. Cette performance est semblable à celle des Championnats d'Europe U20 en 2023 à Jérusalem, où l'Italien avait décroché l'or avec un saut de 8,23 m, un centimètre au-dessus de Sarăboyoukov.